# Francistown
Francistown  este un oraș  în  partea de est a Botswana, în  districtul  North-East.